# 緬甸陸龜
緬甸陸龜（学名：Indotestudo elongata）又名黃頭陸龜或黃頭象龜，为陆龟科印支陸龜屬的爬行动物。分布于印度、尼泊尔、经孟加拉、缅甸到印度支那、马来西亚半岛以及中国大陆的广西等地，多栖息于热带和亚热带地区的山地、丘陵中。该物种的模式产地在缅甸若开邦。
其种加词“elongata”意为“长的”。

## 形态
其頭部、鼻孔四周均呈淡黃色，上颌缘有齿状突起。背甲很高且与腹甲相连，长约26厘米。背甲绿黄色，有不规则的黑斑；腹甲黄色。四肢粗壮呈柱状，长有发达的鳞片；指、趾间均无蹼。生活在陆地草丛中，以植物幼苗等为食。